# Федорук Василь Петрович

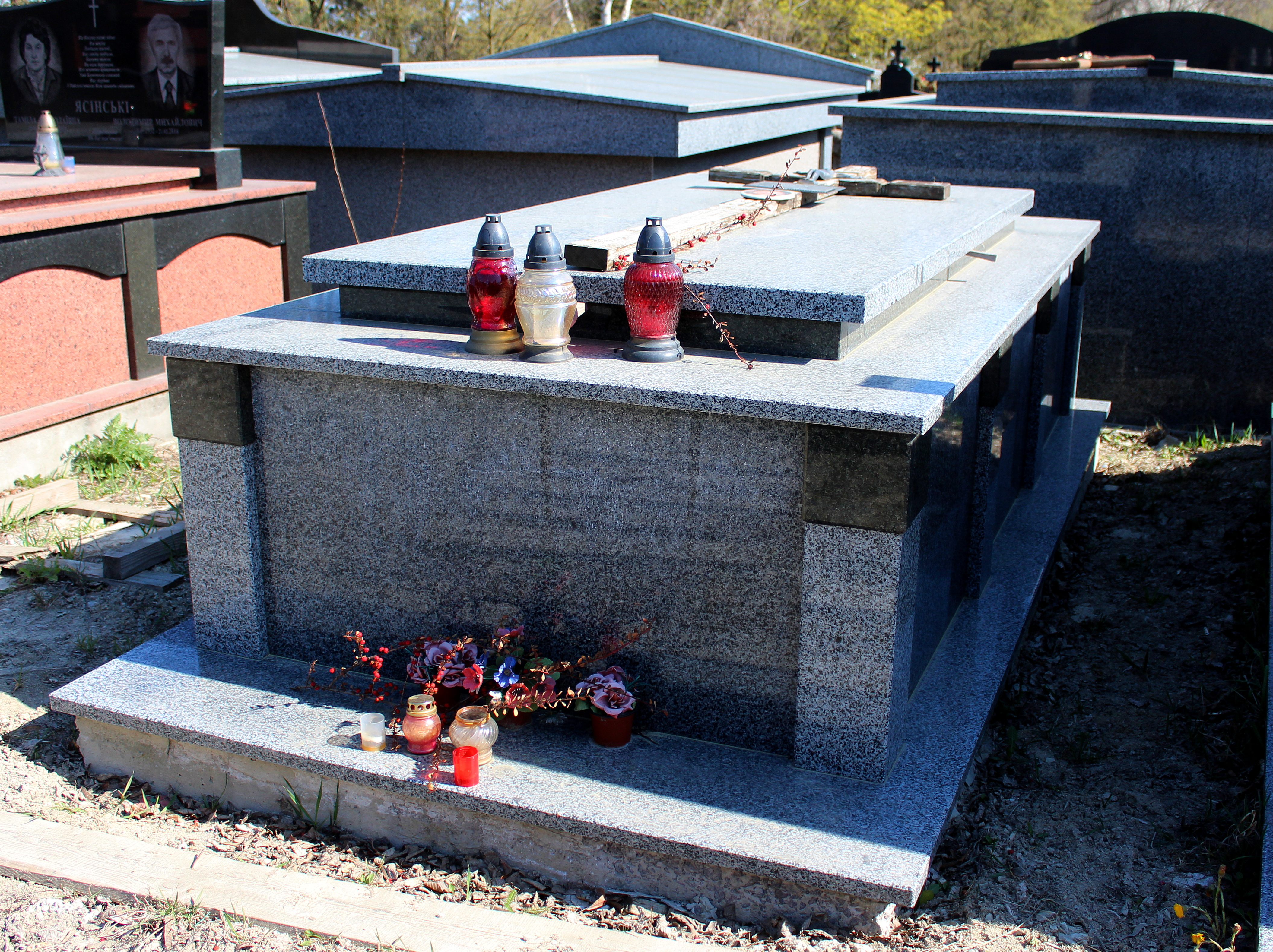

Федорук Василь Петрович (нар. 1 грудня 1959, Прутівка, Снятинський район, Івано-Франківська область, УРСР - пом. 20 серпня 2015, Львів) — український художник-живописець. Заслужений художник України, викладач кафедри живопису Львівської національної академії мистецтв.

## Біографічні відомості
Закінчив у 1979 році Республіканську художню середню школу імені Тараса Шевченка. У 1984 році закінчив Львівський державний інститут прикладного та декоративного мистецтва (тепер Львівська національна академія мистецтв).
Працював в різних техніках станкового і монументального малярства. Учасник багатьох міжнародних виставок (Німеччина, Бельгія, Угорщина, Литва, Чехія, Словаччина, Білорусь, Велика Британія, Франція, Польща). З 1990 року — член Національної спілки художників України. 
Похований у родинному гробівці на Янівському цвинтарі. 

## Персональні виставки
- Львівська картинна галерея (Львів, 1990);
- Галерея Маєр (Розегайм, Німеччина, 1997);
- Практика доктора Марковича (Дюрен, Німеччина, 2002);
- Центр Йосипа Сліпого (Генк, Бельгія, 2004);
- «Українські імпресії», шпиталь св. Августина (Дюрен, Німеччина, 2007).

## Основні роботи
- «Опустілий фільварок», п. о. 150 × 100 (1988 р.);[2]
- «Вічна тема…», п. о. 65 x 64 (1990 р.);
- «Заборонений пейзаж», п. о. 70 х 90 (1992 р.);
- «Мета — пейзаж», п. о. 65 х 50 (1997 р.);
- «Маестро», п.о. 80 х 70 (2000 р.),
- «Даная», п.о. 100 х 100 (2000 р.);
- «Вічна боротьба», п. о. 100 х 100 (2005 р.);
- «Осіння Санта-Маргарита», п. о. 70 х 80 (2007 р.).

Твори Василя Петровича знаходяться в Смоленському художньому музеї (Росія), Львівській картинній галереї, Хмельницькому художньому музеї, Львівському музеї, Українському посольстві в Чеській Республіці (Прага), Музеї східного мистецтва (м. Кельн, Німеччина), Посольстві України в Оттаві (Канада).
У 2008 року отримав почесне звання «Заслужений художник України».